# Laulauga Tausaga
Laulauga Tausaga-Collins, née le 22 mai 1998 à Hawaï est une athlète américaine, d'origine samoane, spécialiste du lancer du disque. Résidant à Spring Valley (Californie), elle remporte le titre mondial en 2023 en battant son record personnel.

## Carrière
Elle fait ses études à l'université de l'Iowa.
Lors des Mondiaux 2023, elle améliore son record personnel de 4,03 m pour remporter l'or devant sa compatriote Valarie Allman et la Chinoise Feng Bin.

## Palmarès
| Date | Compétition                        | Lieu             | Place | Marque  |
| ---- | ---------------------------------- | ---------------- | ----- | ------- |
| 2017 | Championnats panaméricains juniors | Trujillo         | 1re   | 59,29 m |
| 2019 | Championnats du monde              | Doha             | 12e   | 63,94 m |
| 2019 | Championnats NACAC espoirs         | Querétaro        | 2e    | 59,37 m |
| 2022 | Championnats du monde              | Eugene           | 12e   | 56,47 m |
| 2022 | Championnats NACAC                 | Freeport         | 1re   | 63,18 m |
| 2023 | Championnats du monde              | Budapest         | 1re   | 69,49 m |
| 2023 | Ligue de diamant                   | Ligue de diamant | 2e    | 68,36 m |